# Forest Lake (Minnesota)
Forest Lake és una població dels Estats Units a l'estat de Minnesota. Segons el cens del 2000 tenia 6.798 habitants.

## Demografia
Segons el cens del 2000, Forest Lake tenia 6.798 habitants, 2.805 habitatges, i 1.744 famílies. La densitat de població era de 626,4 habitants per km².
Dels 2.805 habitatges en un 32,8% hi vivien nens de menys de 18 anys, en un 44,9% hi vivien parelles casades, en un 13,1% dones solteres, i en un 37,8% no eren unitats familiars. En el 30,6% dels habitatges hi vivien persones soles l'11,8% de les quals corresponia a persones de 65 anys o més que vivien soles. El nombre mitjà de persones vivint en cada habitatge era de 2,38 i el nombre mitjà de persones que vivien en cada família era de 2,98.
Per edats la població es repartia de la següent manera: un 25,8% tenia menys de 18 anys, un 9,5% entre 18 i 24, un 31,2% entre 25 i 44, un 20% de 45 a 60 i un 13,6% 65 anys o més.
L'edat mediana era de 34 anys. Per cada 100 dones de 18 o més anys hi havia 89,6 homes.
La renda mediana per habitatge era de 44.419 $ i la renda mediana per família de 52.898 $. Els homes tenien una renda mediana de 38.333 $ mentre que les dones 26.028 $. La renda per capita de la població era de 20.058 $. Entorn del 4,1% de les famílies i el 6,3% de la població estaven per davall del llindar de pobresa.

## Poblacions més properes
El següent diagrama mostra les poblacions més properes.